# XXY
XXY és una pel·lícula argentina dramàtica de 2007 escrita i dirigida per Lucía Puenzo i protagonitzada per Ricardo Darín, Valeria Bertuccelli, Martín Piroyansky e Inés Efron. Tracta la història d'una persona intersexual de 15 anys que juntament amb els seus pares fuig a una petita vila enfront de la mar per a evitar ser rebutjada per la societat i aprendre a acceptar la seva condició. Va ser estrenada el 14 de juny de 2007. La pel·lícula està basada en un conte de Sergio Bizzio, "Cinismo".
XXY ha rebut una extensa aclamació de la crítica, guanyant el Gran Premi de la setmana de la crítica del Festival de Cannes en 2007 i el Goya a la millor pel·lícula estrangera de parla hispana el mateix any, a més d'haver estat nominada per la Associació de Cronistes Cinematogràfics de l'Argentina a 8 premis Còndor de Plata.
El seu títol és una referència a la Síndrome de Klinefelter, també conegut com a Síndrome XXY, condició en la qual aquestes persones tenen un cromosoma sexual més del que és habitual. Aquest títol ha estat catalogat per la Unitask, una organització italiana per a persones amb la síndrome de Klinefelter, com a confús pel fet que segons diuen "els homes amb aquesta síndrome no tenen trets físics femenins i el protagonista de la pel·lícula sí". La síndrome de Klinefelter no associa ni hermafroditisme ni intersexualitat, són homes (pel cromosoma I) amb part activa del cromosoma X extra. La síndrome de Klinefelter es diagnostica en la majoria de casos en l'edat adulta quan l'afectat es fa estudi de fertilitat per no poder tenir fills.

## Argument
Álex (Inés Efron) és una adolescent intersexual que va créixer vivint com a dona, usant medicines que suprimien els seus trets masculins i evitaven la reducció de la grandària dels seus pits. Poc temps després de néixer, Kraken (Ricardo Darín) i Suli (Valeria Bertuccelli), els seus pares, van decidir deixar Buenos Aires i instal·lar-se en una cabana aïllada del món, situada a la vora de la costa uruguaiana perquè creixés sense els prejudicis de l'entorn, protegida i feliç. I d'aquesta manera en aconseguir la pubertat poguessin escollir junts el camí a seguir.
Un dia els pares d'Alex reben a una parella d'amics, Ramiro (Germán Palacios) i Erika (Carolina Peleritti), que venen des de Buenos Aires amb el seu fill Álvaro (Martín Piroyansky). Kraken desconeixia al principi que el propòsit de la visita era discutir les possibilitats d'una operació amb Ramiro, qui és un prestigiós cirurgià profundament interessat en el cas d'Alex.
En el mateix moment en què es coneixen, Álex li proposa a Álvaro (el qual no coneixia la seva condició) que tingui sexe amb ella, però ell es nega. Després d'un insistent coqueteig d'Álex feia Álvaro, aquest accedeix i en la relació Álvaro és penetrat sorprenentment per Álex, en aquest moment són vists per Kraken, qui comenta el succeït a la seva esposa. Preocupat pel comportament de la seva filla, cerca l'ajuda d'una altra persona intersexual que s'havia fet l'operació de canvi de sexe per ser home amb la finalitat de preguntar-li si va ser un error haver criat a Álex com a dona i per a demanar consell que havia de fer ara. Seguint la seva recomanació resol deixar que la mateixa Álex sigui qui prengui una decisió. Pel seu costat Álvaro, confós respecte a la seva sexualitat i als seus sentiments, indaga fins finalment entendre amb certesa la condició d'Álex i tracta d'acostar-se-li, però Álex d'altra banda intenta allunyar-se d'ell.
Dies després, Álex està caminant per la platja i tres nois del poble, que sabien el seu secret ja que el millor amic d'Álex, Vando (Luciano Nóbile), els havia contat després de barallar-se amb ella (pel que sembla pel xoc que li causa la revelació), forçadament li baixen els pantalons per veure els seus genitals i intenten abusar sexualment d'ella, quan arriba Vando en aquest moment i ho impedeix. El pare d'Álex s'adona que denunciar això a la policia significaria que tots al poble s'assabentaria de la seva condició. No obstant això Álex decideix fer-ho de totes maneres afirmant que no li importa. Kraken li assegura que triï el que triï ells la secundaran, al que Álex respon: "I si no hi ha res a triar?"
Finalment els hostes tornen a Buenos Aires i durant el seu comiat Álvaro li diu a Alex que l'estima, a la qual cosa
Álex respon: "A mi? El que a vós t'agrada és això (fent un gest indicant el seu entrecuix)".

## Repartiment
- Ricardo Darín... Kraken
- Inés Efron... Álex
- Martín Piroyansky... Álvaro
- Germán Palacios... Ramiro
- Valeria Bertuccelli... Suli
- Carolina Peleritti... Erika
- Luciano Nóbile... Vando
- César Troncoso... Washington
- Jean Pierre Reguerraz... Esteban
- Ailín Salas... Roberta
- Lucas Escariz... Saúl
- Fernando Sierra... Kay

## Recepció
La pel·lícula va rebre en general crítiques positives que van destacar la decisió de la directora de contar la història de manera realista i la seva intenció de convidar a la reflexió.
Jean-Christophe Berjon, Delegat General de la Setmana Internacional de la Crítica va dir "XXY parla de cadascun de nosaltres, de la nostra cerca individual i constant d'una identitat. Lluïa Puenzo compte la complexitat del passatge a l'edat adulta amb dignitat, emoció i gravetat”. El periodista Gérard Lefort del periòdic francès Liberation va escriure "Un relat impressionant, ple de pudor i dignitat, que qüestiona les regles i l'ordre moral de la vida" mentre que Jonathan Holland de la revista americana Variety va publicar "El subtil tractament d'un tema agosarat eleva a XXY a un nivell memorable. En aquest debut de Lucía Puenzo els assoliments estan a l'altura de les seves aspiracions".

## Premis

### Nominacions
| Any  | País       | Atorgador                                               | Premis |
| ---- | ---------- | ------------------------------------------------------- | --- |
| 2007 | Eslovàquia | Festival Internacional de Cinema de Bratislava          | Gran Premi Lluïa Puenzo |
| 2007 | Brasil     | Mostra Internacional de Cinema de São Paulo             | International Jury Award Lluïa Puenzo |
| 2008 | Argentina  | Associació de Cronistes Cinematogràfics de l'Argentina  | Còndor de Plata: Millor Director, Lucía Puenzo Millor Direcció d'Art, Roberto Samuelle Millor Fotografia, Natasha Braier Millor Música, Andrés Goldstein Daniel Tarrab Millor So, Fernando Soldevila |
| 2008 | Colòmbia   | Festival Internacional de Cinema de Cartagena de Indias | l'Índia Catalina d'Or Millor pel·lícula |

### Guanyats
| Any  | País         | Otorgador                                               | Premis |
| ---- | ------------ | ------------------------------------------------------- | --- |
| 2007 | França       | Festival de Canes                                       | Critics Week Grand Prize Lluïa PuenzoGrand Golden Rail Lluïa Puenzo                                                                                    |
| 2007 | Argentina    | Premis Clarín                                           | Millor Pel·lícula Millor Òpera Prima Millor Actriu, Inés Efron Millor Revelació Femenina, Inés Efron Millor Actriu de repartiment, Valeria Bertuccelli |
| 2007 | Grècia       | Festival Internacional de Cinema d'Atenes               | Atenea d'Or Lluïa Puenzo |
| 2007 | Tailàndia    | Festival Internacional de Cinema de Bangkok             | Golden Kinnaree Award Millor Pel·lícula |
| 2007 | Espanya      | Premis Goya                                             | Goya Millor pel·lícula estrangera de parla hispana, Lucía Puenzo                                                                                       |
| 2007 | Regne Unit   | Festival Internacional de Cinema d'Edimburg             | New Director's Award Lluïa Puenzo |
| 2007 | Canadà       | Festival del Nou Cinema de Mont-réal                    | Quebec Film Critics Award Lluïa Puenzo |
| 2008 | Argentina    | Associació de Cronistes Cinematogràfics de l'Argentina  | Còndor de Plata: Millor Pel·lícula Millor Actriu Protagonista, Inés Efron Millor Guió Adaptat, Lucía Puenzo                                            |
| 2008 | Mèxic        | Premis Ariel                                            | Golden Ariel Millor Pel·lícula Iberoamericana |
| 2008 | Colòmbia     | Festival Internacional de Cinema de Cartagena de Indias | l'Índia Catalina d'Or Millor Actriu, Inés Efron Millor Òpera Prima, Lucía Puenzo                                                                       |
| 2008 | Estats Units | San Francisco International Lesbian & Gai Film Festival | Audience Award Millor Òpera Prima |
| 2008 | Suïssa       | Festival de Cinema Gai i Lèsbic Pink Apple              | Premi del Público Millor Llargmetratge |
| 2008 | Bolívia      | Festival Iberoamericà de Cinema de Santa Cruz           | Millor Pel·lícula, Lucía Puenzo Millor Actriu, Inés Efron                                                                                              |